# Trichinella pseudospiralis
Trichinella pseudospiralis se trata de una especie del género Trichinella, de importancia biológica en Europa, Asia, Australia y Norteamérica. Las larvas enquistadas en músculo de T. pseudospiralis no presentan cápsula de colágeno. Sus principales hospedadores son aves (rapaces y paseriformes) y mamíferos.
- Datos: Q6152442